# Taiwans damlandslag i volleyboll
Taiwans damlandslag i volleyboll  representerar (under namnet Kinesiska Taipei) Taiwan i volleyboll på damsidan. Det har deltagit vid VM två gånger (1990 och 2006). De har som bäst blivit fyra vid asiatiska mästerskapen, vilket de blivit flera gånger.

### Fotnoter
1. 1 2 3 4 5 6 7 8 9 10 11 12 13 14 15 16  ”Asian senior women volleyball championship” (på engelska). Asian Volleyball Confederation. https://asianvolleyball.net/new/asian-senoir-women-volleyball-championship/. Läst 11 februari 2023.
2. ↑  ”FIVB Women's World Championship Japan 2006 - Final standings” (på engelska). Fédération Internationale de Volleyball. http://www.fivb.org/EN/volleyball/competitions/WorldChampionships/women/2006/Standings/Finals.asp. Läst 2 mars 2023.
3. ↑  ”15th Asian Games Doha 2006” (på engelska). Asiatiska spelen 2006. 4 januari 2007. https://web.archive.org/web/20070104124718/http://www.doha-2006.com/gis/Sports/VO/IGVOMatchResult.aspx?rscid=1-400-3-01-00001. Läst 19 december 2023.
4. 1 2 3 4 5 6  ”AVC Cup for women” (på engelska). Asian Volleyball Confederation. https://asianvolleyball.net/new/avc-cup-for-women/. Läst 12 februari 2023.
5. ↑  ”FIVB Volleyball World Grand Prix 2012” (på engelska). Fédération Internationale de Volleyball. http://www.fivb.org/EN/volleyball/competitions/WorldGrandPrix/2012/FinalStanding.asp. Läst 18 mars 2024.
6. ↑  ”Result sheet” (på engelska). Asian Volleyball Confederation. https://www.asianvolleyball.net/bulletin/876894764_1412266044.pdf. Läst 19 december 2023.
7. ↑  ”FIVB Women Challenger Cup 2019 - Results and Ranking Finals” (på engelska). Fédération Internationale de Volleyball. https://en.volleyballworld.com/en/volleyball/challengercup/2019/women/results%20and%20ranking/finals. Läst 11 maj 2023.
8. ↑  ”ASIAN SENIOR WOMEN VOLLEYBALL CHAMPIONSHIP” (på engelska). Asian Volleyball Confederation. https://asianvolleyball.net/new/asian-senoir-women-volleyball-championship/. Läst 23 oktober 2022.
9. ↑  ”2022 AVC Cup for women” (på engelska). Asian Volleyball Confederation. https://asianvolleyball.net/new/2022-avc-cup-for-women/. Läst 12 februari 2023.
10. ↑  Preechachan (26 juni 2023). ”VIETNAM CROWNED WINNERS OF AVC CHALLENGE CUP” (på engelska). https://asianvolleyball.net/new/vietnam-crowned-winners-of-avc-challenge-cup/. Läst 8 juli 2023.
11. ↑  ”Bulltein No. 8” (på engelska). Asian Volleyball Confederation. https://asianvolleyball.net/new/wp-content/uploads/2023/09/Bulletin_No8_Sr.Women_.pdf. Läst 13 oktober 2023.
12. ↑  ”Volleyball Teams Final Ranking” (på engelska). Asian Volleyball Confederation. https://asianvolleyball.net/new/wp-content/uploads/2024/05/WCC2024_Bulletin_No_08.pdf. Läst 22 juni 2024.